# Polvilampi
Polvilampi är en sjö i Finland. Den ligger i kommunen Perho i landskapet Mellersta Österbotten, i den centrala delen av landet, 400 km norr om huvudstaden Helsingfors. Polvilampi ligger 168 meter över havet. I omgivningarna runt Polvilampi växer i huvudsak blandskog. Arean är 40,3 hektar och strandlinjen är 3,62 kilometer lång. Sjön  ingår i Kymmene älvs huvudavrinningsområde. 